# Lucas Cruikshank
Lucas Alan Cruikshank (født 29. august 1993) er en amerikansk komedie-skuespiller, som bor i Columbus, Nebraska, USA.
Han er bl.a kendt for at skabe karakteren Fred Figglehorn i serien Fred the show, som kan ses på TV kanalen Nickelodeon eller Lucas' Youtube-kanal.